# Мельников, Анатолий Васильевич (1923—1944)
Анатолий Васильевич Мельников (1923—1944) — старший лейтенант Рабоче-крестьянской Красной Армии, участник Великой Отечественной войны, Герой Советского Союза (1945).

## Биография
Анатолий Мельников родился 3 мая 1923 года в посёлке Дебальцево (ныне — город в Донецкой области Украины).
Окончил десять классов школы. В 1941 году Мельников был призван на службу в Рабоче-крестьянскую Красную Армию. В 1942 году он окончил Харьковское танковое училище. С июля того же года — на фронтах Великой Отечественной войны.
К августу 1944 года старший лейтенант Анатолий Мельников командовал взводом 202-й танковой бригады 19-го танкового корпуса 51-й армии 1-го Прибалтийского фронта. Участвовал в сражениях на территории Латвийской ССР. 22 августа 1944 года в районе населённого пункта Букайши Добельского района взвод Мельникова принял активное участие в отражении семи немецких контратак, уничтожив 5 танков, 5 артиллерийских орудий и около 100 солдат и офицеров. В том бою Мельников лично уничтожил 3 немецких танка, но и сам погиб. Похоронен у местечка Крустини Добельского района Латвии.
Указом Президиума Верховного Совета СССР от 24 марта 1945 года старший лейтенант Анатолий Мельников посмертно был удостоен высокого звания Героя Советского Союза. Также посмертно был награждён орденом Ленина.

## Память
- В честь Мельникова названа улица и установлен бюст в его родном городе.